# Mae Azango
Mae Azango (Monrovia, 6 de mayo de 1972) es una periodista de Liberia que trabaja para el periódico FrontPage Africa conocida por sus reportajes sobre las mutilaciones génitales femeninas, que combate en su país. En 2012 recibió el Premio internacional de la libertad de la prensa del Comité para la Protección de los Periodistas.

## Biografía
Mae Azango es hija de Bertha Baker Azango y Robert G.W. Azango, juez del tribunal supremo del Liberia que murió en 1990, durante la primera guerra civil liberiana. Robert G.W. fue detenido mientras estaba almorzando con su familia por los hombres del National Patriotic Front of Liberia de Charles Taylor y murió poco después a causa de sus heridas, en prisión. Es la menor de tres hermanos. Vivía con su familia en Paynesville, en los alrededores de la capital, Monrovia.
Da a luz a su primer hijo durante la guerra, a los 18 años. Se enfrenta al parto con ayuda de una comadrona tradicional que la golpea y la acusa de adulterio. Azango se convertirá más tarde en una refugiada de guerra. Se exilió en 1996 a Costa de Marfil.

## Periodista
Regresó a Liberia en 2002 y empieza a trabajar como periodista. Los temas de sus reportajes son el aborto, la extracción ilegal minera, la violación y los embarazos precoces de las adolescentes, además de las condiciones de trabajo en los proyectos desarrollados en Liberia por el libio Muamar Gaddafi. En 2011, informa de la violación de una niña de 13 años por un oficial de policía logrando su arresto.

## Reportajes sobre la mutilación genital femenina
Mae Azango es especialmente conocida por sus reportajes sobre las mutilación genital femenina, una práctica tradicional que consiste en la escisión del clítoris y una parte de los labios vaginales, a menudo en condiciones sanitarias deplorables. Esta práctica es habitual entre las miembros de la sociedad iniciática femenina Sande . El 58 % de las mujeres liberianas estarían afectadas, de una manera o de otra, por estas prácticas. Empezó a escribir sobre ello en 2010. Sobre por qué decide escribir sobre este tema explica: 

Mucha gente no tiene voz. Si no escribiera sobre estas cuestiones ¿como sabría la gente lo que ocurre?

El 8 de marzo de 2012 día internacional de la mujer, publica un artículo en FrontPage Africa, con el relato de una mujer que había sido inmovilizada por otras cuatro mujeres mientras una quinta mujer le practicaba la escisión del clítoris. El artículo detallaba el procedimiento que la sociedad Sande mantenía en secreto. Hubo tales amenazas el día de la publicación que el redactor jefe de la revista, Wade William, llamó a Mae Azango para pedirle que se escondiera. Las amenazas mencionaban incluso que la propia Azango sería « atrapada y mutilada » (caught and cut cut). La policía local fue incapaz de comprometerse a la protección de tales amenazas. Mae Azango se escondió, enviando su hija de 9 años a casa de sus familiares.
El Comité para la Protección de Periodistas, una ONG basada a Estados Unidos, llamó a la presidenta de Liberia, Ellen Johnson Sirleaf, con el fin de que la periodista tuviera amparo y su seguridad fuera garantizada. Amnistía Internacional y Reporteros sin fronteras le ofrecieron también su apoyo, así como la escuela de periodismo de Columbia (Columbia University Graduate School of Journalism) y la Federación Internacional de Periodistas. El periodista radiofónico Tetee Gebro, de la estación libérienne Sky FM, difundió una versión en audio del relato de Azango como gesto de solidaridad.
Antes de finalizar el mes, en parte bajo la presión nacional e internacional suscitada por el incidente, el gobierno de Sirleaf anunció que se había acordado con los jefes tradicionales que las prácticas de MGF se suspendería oficialmente. Fue la primera vez que políticos de Liberia cuestionaron públicamente esta práctica. Azango considera sin embargo que no tuvo el apoyo de la Presidenta y que incluso habló en contra de la periodista.

## Reconocimientos
En 2011, Azango reconocida por el Pulitzer Center on Crisis Reporting por su trabajo sobre las « historias poco tratadas en la prensa  » y su « interés humano y para el desarrollo del periodismo ».
Como consecuencia de la controversia en torno a las mutilaciones genitales femeninas, Azango recibió en 2012 el premio internacional de la libertad de la prensa del Comité para la Protección de los Periodistas. Este premio reconoce a periodistas que dan prueba de coraje en la defensa de la libertad de prensa, a pesar de los ataques violentos, de las amenazas o de los arrestos.
También en 2012, ganó uno de los premios concedidos por la organización Canadian Journalists for Free Expression (CJFE). Los premios se atribuyen anualmente a periodistas que han demostrado su compromiso por los derechos humanos así como su honradez editorial y que han encontrado enormes obstáculos en el ejercicio de su oficio. El premio fue presentado en la gala del CJFE celebrada en Toronto denominada  « Una noche para honrar los reportajes valientes ».